# Ceropegia antennifera
Ceropegia antennifera är en oleanderväxtart som beskrevs av Rudolf Schlechter. Ceropegia antennifera ingår i släktet Ceropegia och familjen oleanderväxter. Inga underarter finns listade i Catalogue of Life.